# ويلي كوبز
ويلي كوبز (بالإنجليزية: Willie Cobbs)‏ هو موسيقي ومغني أمريكي، ولد في 15 يوليو 1932 في أركنساس في الولايات المتحدة.

## وصلات خارجية
- ويلي كوبز على موقع IMDb (الإنجليزية)
- ويلي كوبز على موقع ميوزك برينز (الإنجليزية)
- ويلي كوبز على موقع أول ميوزيك (الإنجليزية)
- ويلي كوبز على موقع ديسكوغز (الإنجليزية)
- ويلي كوبز على موقع قاعدة بيانات الفيلم (الإنجليزية)